# تاستن (نیویورک)
تاستن، نیویورک (به انگلیسی: Tusten, New York) یک منطقهٔ مسکونی در ایالات متحده آمریکا است که در ایالت نیویورک واقع شده‌است.

## خصوصیات
تاستن ۱۲۶٫۴ کیلومترمربع مساحت و ۱٬۵۱۵ نفر جمعیت دارد و ۳۴۰ متر بالاتر از سطح دریا واقع شده‌است.